# Inor
Inor är en kommun i departementet Meuse i regionen Grand Est (tidigare regionen Lorraine) i nordöstra Frankrike. Kommunen ligger i kantonen Stenay som tillhör arrondissementet Verdun. År 2022 hade Inor 178 invånare.

## Befolkningsutveckling
Antalet invånare i kommunen Inor
| Referens: INSEE |